# Резня (фильм, 2011)
«Резня» (англ. Carnage) — трагикомедия сценариста и режиссёра Романа Поланского по пьесе Ясмины Резы «Бог резни». Хотя действие происходит в Бруклине, фильм был снят в Париже. Мировая премьера состоялась на 68-м Венецианском кинофестивале 1 сентября 2011 года.

## Сюжет
Фильм решен в камерном стиле и почти всё действие происходит в квартире. Двое школьников Закари Коуэн и Итан Лонгстрит подрались в парке. Супружеская пара Коуэнов приходит домой к Лонгстритам разобраться с ситуацией. Цивилизованный разговор постепенно переходит в перебранку. Спорящие не выбирают выражений. Проблемы в браке, недопонимание между родителями и детьми — всё выходит наружу. Майкл Лонгстрит открывает бутылку с виски и вскоре все четверо оказываются в состоянии опьянения. Доходит до того, что Нэнси Коуэн в сердцах бросает, что их сын справедливо выбил зуб Итану. Фильм заканчивается и обрывается на полуслове продолжающегося скандала в доме. В последних кадрах показывают потерявшегося хомячка Лонгстритов, смертью которого жена попрекала мужа. Он жив и здоров и пасётся на лужайке парка, в то время как на втором плане мирно общаются уже помирившиеся Закари и Итан.

## В ролях
- Кейт Уинслет — Нэнси Коуэн (дублирует на русском языке Марианна Шульц [2])
- Кристоф Вальц — Алан Коуэн (дублирует на русском языке Василий Дахненко[2])
- Джоди Фостер — Пенелопа Лонгстрит (дублирует на русском языке Анна Каменкова[2])
- Джон Райли — Майкл Лонгстрит (дублирует на русском языке Алексей Колган[2])
- Джозеф Резвин — Уолтер (голос по телефону) (дублирует на русском языке Александр Рахленко[2])
- Роман Полански — сосед (камео)
- Элвис Полански — Закари Коуэн
- Элиот Бергер — Итан Лонгстрит

## Награды и номинации

### Награды
- 2012 — «Сезар»
  - Лучший адаптированный сценарий
- 2012 — Общество кинокритиков Бостона
  - лучший актёрский ансамбль.

### Номинации
- 2011 — Венецианский кинофестиваль — участие в конкурсном показе
- 2012 — «Гойя»
  - Лучший европейский фильм
- 2012 — «Золотой глобус»
  - Лучшая женская роль (комедия или мюзикл) — Кейт Уинслет
  - Лучшая женская роль (комедия или мюзикл) — Джоди Фостер
- 2012 — Премия Европейской киноакадемии
  - Лучшая женская роль — Кейт Уинслет
  - Лучший сценарий — Роман Полански, Ясмина Реза